# Ring-imaging Cherenkov detector
Ein Ring-imaging Cherenkov (RICH) detector (engl., übersetzt etwa: „auf einen Ring abbildender Tscherenkow-Detektor“) ist ein Detektortyp für die Teilchenphysik, der über Tscherenkow-Strahlung die Geschwindigkeit geladener Teilchen misst. Die Strahlung wird in einem bestimmten, geschwindigkeitsabhängigen Winkel zur Flugrichtung ausgestrahlt und dann vom Detektor auf einen Ring abgebildet, was zum Namen führte.

## Geschichte
Das Funktionsprinzip wurde zuerst von Jacques Séguinot und Thomas Ypsilantis vorgeschlagen, die 1977 am CERN arbeiteten. Ihre Forschungen und Entwicklungen von sehr präzisen Einzelphotonen-Detektoren und einer geeigneten Optik legten den Grundstein für den Aufbau der ersten großen RICH-Detektoren für das OMEGA Spektrometer und das DELPHI-Experiment am LEP.

## Funktionsprinzip
Ein RICH-Detektor erlaubt die Identifikation elektrisch geladener Teilchen durch die Detektion der (als Photonen ausgesandten) Tscherenkow-Strahlung des Teilchens, das ein Medium mit einem Brechungsindex {\displaystyle n} > 1 schneller als die Lichtgeschwindigkeit in diesem Medium durchquert. Dabei hängt der Winkel zwischen Teilchenbahn und ausgesandter Strahlung, {\displaystyle \theta _{c}}, nur vom bekannten Brechungsindex des Mediums und der Geschwindigkeit {\displaystyle v} des Teilchens ab:
{\displaystyle \cos \theta _{c}={\frac {c}{nv}}}
Dabei ist {\displaystyle c} die Lichtgeschwindigkeit im Vakuum. Über eine Messung dieses Winkels lässt sich die Geschwindigkeit der Teilchen messen.
Parallele Strahlen von verschiedenen Stellen der Flugbahn durch das Medium werden durch eine geeignete Optik jeweils auf einen Punkt des Detektors fokussiert, verschiedene Richtungen auf verschiedene Punkte, ein Tscherenkow-Kegel auf eine Kreislinie. Der Kreis wird mit positionsempfindlichen Einzelphotonendetektoren genau vermessen. Die Größe des Kreises erlaubt dann, den Tscherenkowwinkel zu bestimmen.
Eine Messung des Impulses und der Flugrichtung des Teilchens, die üblicherweise von anderen Teilen eines Detektors vorliegt, erlaubt eine Vorhersage der Geschwindigkeit {\displaystyle v} für jeden Teilchentyp. Der Vergleich der gemessenen Geschwindigkeit mit den verschiedenen Vorhersagen erlaubt eine Bestimmung des Teilchentyps. Da die Messungen nie exakt sind, wird üblicherweise zu jedem Teilchentyp eine relative Wahrscheinlichkeit berechnet.
Teilchen, die zu langsam sind, erzeugen keine Tscherenkowstrahlung, dies kann ebenfalls zur Identifikation genutzt werden. Die Teilchenidentifikation ist notwendig für das Verständnis der Physik der Strukturen und Wechselwirkungen von Elementarteilchen.

### Genauigkeit der Messung
Alle Photonen werden im gleichen Winkel ausgesandt, durch die Messungenauigkeit des Detektors ergibt sich allerdings eine breitere Verteilung der gemessenen Winkel. Da jedes Teilchen viele Photonen aussendet, kann über die verschiedenen Messungen gemittelt werden, was die Bestimmung des durchschnittlichen Winkels präziser macht. Dies ermöglicht eine Teilchenidentifikation auch bei hohen Teilchenenergien, wo sich die Geschwindigkeiten der verschiedenen Teilchentypen nur minimal unterscheiden.

Die Fähigkeit eines RICH-Detektors, verschiedene Teilchentypen zu unterscheiden, hängt im Wesentlichen von folgenden Faktoren ab:
- Die effektive Winkelauflösung pro Photon
  - Dispersion im Medium (der Brechungsindex hängt von der Wellenlänge des Lichts ab)
  - Abbildungsfehler im optischen System
  - Ortsauflösung des Detektors
- Zahl der detektierten Photonen
  - Länge des Materials, durch das das Teilchen fliegt
  - Absorption von Photonen im Medium
  - Absorption von Photonen im optischen System
  - Quantenausbeute der Photonendetektoren

## Anwendung

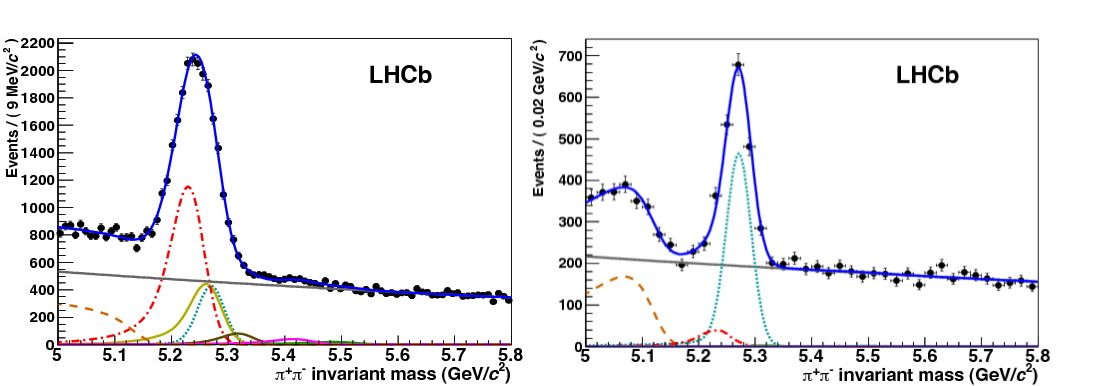
LHCb: Analyse des Zerfalls eines B^{0}-Meson in zwei Pionen (türkis). Die linke Grafik ist ohne RICH-Daten, das Signal lässt sich nicht vom Untergrund (insbesondere, in rot: B^{0} → Kπ) unterscheiden. Im rechten Bild wurden vom RICH-System identifizierte Kaonen entfernt, das Signal ist deutlich zu sehen.

Die größte Bedeutung kommt RICH-Detektoren bei der Unterscheidung zwischen geladenen Pionen und Kaonen zu, da andere Detektortypen diese Hadronen bei hohen Energien kaum unterscheiden können. Einige Analysen suchen gezielt nach Teilchenzerfällen, die Kaonen erzeugen – RICH-Detektoren erlauben dort, den Untergrund deutlich zu reduzieren. Wichtige Kenngrößen sind daher „die Wahrscheinlichkeit, ein Kaon als Kaon zu identifizieren“ und „die Wahrscheinlichkeit, ein Pion nicht als Kaon zu identifizieren“.

## Bautypen

Fokussierende und Proximity-imaging-Bauweise

Um Tscherenkowlicht auf einen Ring abzubilden, werden verschiedene Methoden genutzt:

### Fokussierender RICH

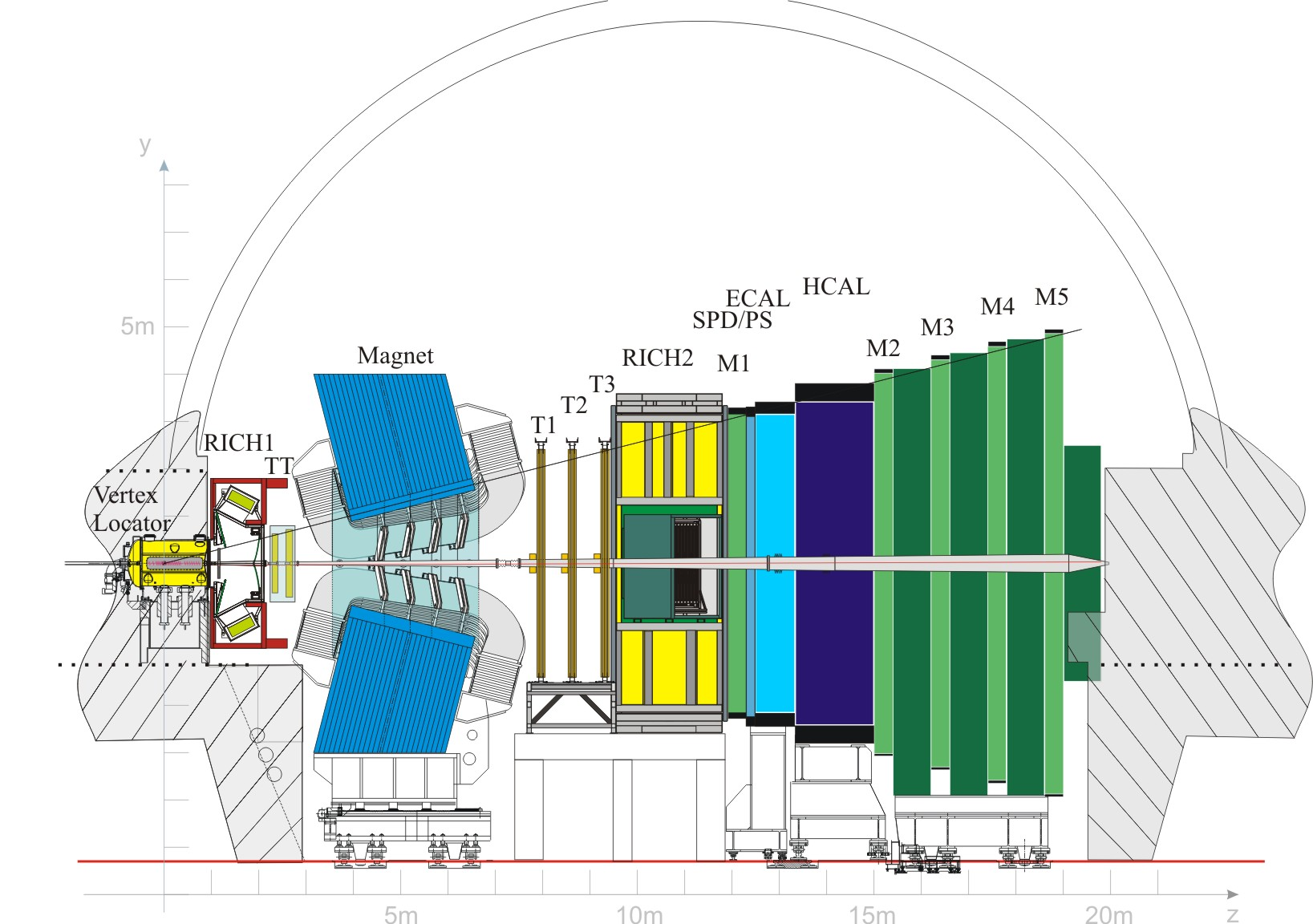
Schema des LHCb-Detektors

In einem fokussierenden RICH wird ein großer Spiegel mit Brennweite {\displaystyle f} eingesetzt. Die Photodetektoren befinden sich in der Brennebene des Spiegels. Dadurch werden alle Photonen auf einen Ring mit dem Radius {\displaystyle r=f\theta _{c}} mit dem Tscherenkowwinkel {\displaystyle \theta _{c}} abgebildet, unabhängig von ihrem Entstehungsort entlang der Teilchenbahn. Daher sind lange Flugbahnen im Medium möglich. Diese Bauweise wird vor allem mit Gasen angewandt, da dort die lange Flugbahn benötigt wird, um genügend Photonen zu erzeugen.
Das Experiment LHCb am LHC nutzt zwei fokussierende RICH-Detektoren. Der Erste (RICH1) befindet sich direkt nach dem Vertex Locator hinter dem Kollisionspunkt und ist auf niederenergetische Teilchen optimiert. Der Zweite (RICH2) befindet sich hinter dem Magneten und dem Tracking-System und ist auf die Unterscheidung höherenergetischer Teilchen ausgelegt.

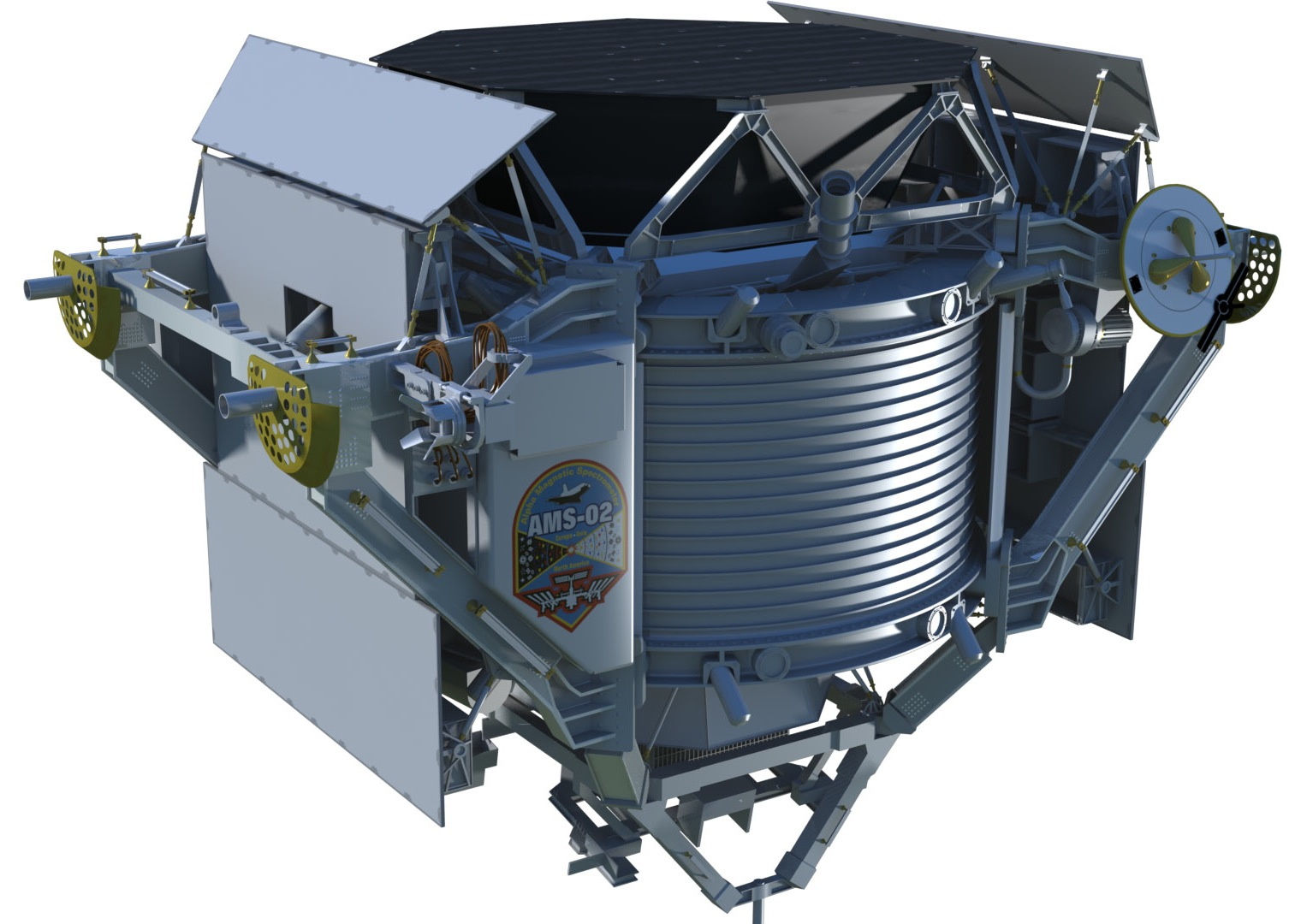
AMS-02

AMS-02 auf der ISS nutzt einen RICH-Detector zusammen mit anderen Detektortypen zur Analyse kosmischer Strahlung.

### Proximity-Focusing RICH
In einem Proximity-Focusing RICH ist das Medium dünner, die Photonen entstehen also innerhalb einer sehr kurzen Strecke und formen ohne zusätzliche Optik einen Ring.
Der Ring hat einen Radius von {\displaystyle r=L\theta _{c}}, wobei L der Abstand zwischen aktivem Medium und Photodetektoren ist.
Ein Beispiel für diesen Bautyp ist der High-Momentum-Particle-Identification-Detektor am ALICE-Experiment am CERN.

### DIRC

Schema eines DIRC-Detektors

In einem DIRC-Detektor (englisch: Detection of Internally Reflected Cherenkov light) wird das Licht durch Totalreflexion bis zum Detektor geleitet, dabei bleibt sein Winkel durch die präzise Bauform der Elemente erhalten und kann am einen Ende des Detektors gemessen werden. Dieser Detektortyp wurde beispielsweise im BaBar-Experiment genutzt.